# Cheramoeca leucosterna
La golondrina dorsiblanca (Cheramoeca leucosterna) es una especie de ave paseriforme de la familia Hirundinidae endémica de Australia. Es la única especie del género Cheramoeca. Como todas las golondrinas de la familia, se caracteriza por la adaptación a la alimentación aérea. La golondrina dorsiblanca se puede identificar por su espalda blanca, rodeada por alas, obispillo y cola negros. La golondrina dorsiblanca se extiende por un amplio área del continente australiano, desde el extremo sur hasta el trópico de Capricornio. La golondrina dorsiblanca habita preferentemente en los herbazales y anida en el interior de túneles excavados en taludes. 
Fue descrita científicamente por John Gould en 1841, que la incluyó en su obra The Birds of Australia.

## Descripción

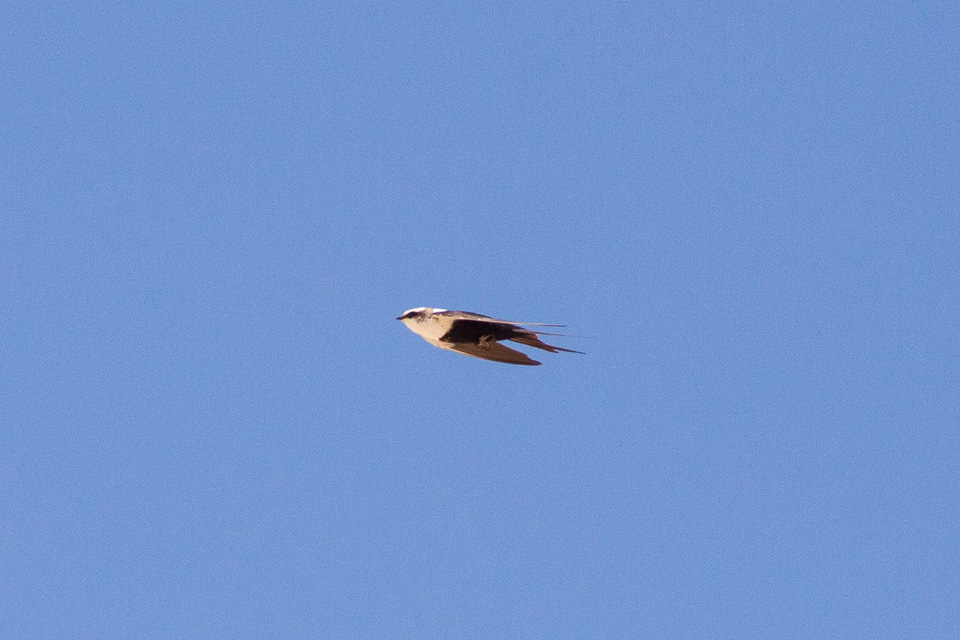
Ejemplar en vuelo.

Los adultos miden unos 15 cm de largo, un tamaño similar al de otras golondrinas australianas. Presenta un píleo gris moteado sobre unas largas listas superciliares blancas que se extienden hasta la nuca. Su pecho, garganta, cuello y manto son blancos, mientras que su vientre, alas, obispillo y cola son negros.
La golondrina dorsiblanca tiene la cola profundamente ahorquillada, y alas curvadas y apuntadas. Su pico es corto y negro, y sus patas son grises. Son pájaros esbeltos, y de cuerpo aerodinámico. Tienen el iris de los ojos oscuro. Ambos sexos tienen un aspecto similar, pero los juveniles son de tonos más apagados.

## Distribución y hábitat
La golondrina dorsinegra es endémica de Australia y tiene una gran población distribuida por la mayor parte del continente australiano. Puede encontrarse desde las latitudes más meridionales de Australia y su área de distribución se extiende hasta el trópico de Capricornio. Ocasinamente tras las lluvias en el interior la golondrina dorsiblanca puede extender su área de distribución para abarcar la totalidad del sur de Australia, incluyendo las regiones desérticas. La golondrina dorsiblanca prediere los espacios abiertos, y volar sobre los herbazales y los matorrales bajos. Durante la época de cría prefieren los hábitat que rodean los lechos de los arroyos.
Su población no está censada, pero es una especie abundante. Como se extiende a las zonas que se aclaran de arbolado y las zonas mineras, se estima que su población se encuentra en expansión, por ello se considera especie bajo preocupación menor.

## Comportamiento
La golondrina dorsiblanca es insectívora y caza los insectos en vuelo, como las demás golondrinas. La composición de su dieta varía según la geografía y la época del año. Suele anidar en túneles horizontales que escava en terraplenes y taludes. Se sabe que sus nidos son depredados tanto por los zorros como por los gatos.